# Оксана Луцишин
Оксана Луцишин (нар. 22 липня 1964 р., м. Сокаль, Львівська область) — українсько-американська піаністка, композиторка і професорка.

## Біографія

### Ранні роки та освіта
Початкову музичну освіту здобувала в Сокальській музичній школі, де навчалась з 8 років по класу фортепіано у викладачки Ірини Висоцької. У 12-ти річному віці продовжила навчання у Львівській музичній школі-інтернаті ім. Соломії Крушельницької по класу фортепіано у відомої викладачки Лідії Голембо і за шість років успішно закінчила цей навчальний заклад.
У 1982 року вступила до Московської консерваторії, де займалася по класу фортепіано у доцента Валерія Кастельського.
По закінченню Московської консерваторії у 1987 році, повернулася в Україну, де працювала у Чернівецькій обласній філармонії. Невдовзі знов повернулася до Москви.
Щоб вдосконалити свою виконавську і професійну майстерність, продовжує навчання в аспірантурі при Московській консерваторії.
У цей період успішно виступає на Міжнародному конкурсі піаністів у США, де завойовує призове місце. Як молоду талановиту музикантку-виконавицю з України, її запрошують виступити з концертом у найпрестижнішому концертному залі Карнегі-хол у Нью-Йорку.
Після закінчення аспірантури у 1991 році виїздить до Америки.
Продовжує навчання в Музичному університеті Блюмінгтона, штат Індіана.

### Професійна кар'єра
Від 1993 до 1997 року, після еміграції до Сполучених Штатів, вона стала запрошеним вченим у музичній школі Jacobs при університеті Індіани у Блюмінгтоні. Луцишин також була інструкторкою за спеціальною програмою для школи фортепіано. У цей же час вона супроводжувала скрипалів Йозефа Джінголда і Джошуа Белла у документальному фільмі Міші Скорера «Джошуа Белл», вперше випущеному у ефір BBC у 1994 році, в серії Омнібус. Пізніше програма була в ефірі каналу Браво (1996 р.), і заробила для продюсера Скорера премію CableACE в 1997році.
У 1996 році відбулась участь музикантки у третьому міжнародному Віденському конкурсі сучасних майстрів звукозапису. Вона була нагороджена другим місцем, а перше розподілили між дуетами Ден Альмгреном і Роланд Ронтітен, та Василь Мельніков і Алйосча Старс, відповідно.
У жовтні 1997 року Оксана Луцишин супроводжувала скрипаля Ісаака Стерна і трьох студентів у майстер-класі в Концертному Залі Чендлер. В 2004 р. брала участь в 23 Міжнародному фестивалі музичного мистецтва «Віртуози» у м. Львові, де дала концерт і виступила у дуеті з Андрієм Каспаровим. (це концерт пам'яті до 100-річчя від дня народження її викладачки Лідії Голембо).
Сьогодні Луцишин працює професоркою музики, на ад'юнкт-музичному факультеті, в університеті Домініон, де вона навчає гри на фортепіано та теорії музики. Також Луцишин є музичною директоркою і органісткою в Лютеранській Церкві в Вірджинія-Біч.

### Фортепіанний дует Invencia Piano Duo
Фортепіанний дует Invencia Piano Duo був заснованний Каспаровим і Луцишин у 2003 році.
Випущений в 2007 році в студії Albany Records, у складі: скрипалі Дезіре Рухстрат і Павло Луашов, віолончеліст Давид Канліфф, гітарист Тімоті Олбруч, і меццо-сопрано Ліза Релафорд Кастон. Дует створив альбом Hommages Musicaux, в якому міститься такі зразки класичної музики як Tombeau de Claude Debussy і Hommage à Gabriel Fauré.
Під час створення Hommages Musicaux, фортепіанний дует Invencia Piano Duo був введений в каталог композитора Флоран Шмітт. Відданість дуету Шмітту завершилася створенням чотирьох компакт-дисків у студії Naxos Records.

## Нагороди
Луцишин була лауреатом:
- III-го міжнародного конкурсу міжнародних конкурсів виконавців у Віденському університеті у 1997 році;
- Міжнародного конкурсу піаністів ім. Вільяма Капелла в Колледж-Парку, штат Меріленд, в 1990 році. В результаті останнього вона виступила з дебютом у Веліл Констанс Холл Карнегі-хол.
- Мистецька премія округа Принц-Джордж, Міжнародний конкурс піаністів імені Вільяма Капелла (1990).
- Фіналіст, Міжнародний конкурс піаністів у Сент-Чарльзі (1991, 1997).
- Друге місце, Міжнародний Віденський конкурс Сучасних митців звукозапису (1996).

## Вибрана дискографія

### Albany Records
- Hommages Musicaux. Two collections of compositions honouring the memories of Claude Debussy and Gabriel Fauré (Invencia Piano Duo):[1][2]

Tombeau de Claude Debussy
1. Paul Dukas, La plainte, au loin, du faune
2. Albert Roussel, L'Accueil des Muses
3. Gian Francesco Malipiero, A Claudio Debussy
4. Eugene Goossens, Hommage à Debussy
5. Béla Bartók, Improvisation on a Hungarian Peasant Song
6. Florent Schmitt, Et Pan, au fond des blés lunaires, s'accouda
7. Igor Stravinsky, Fragment des Symphonies pour instruments à vent à la mémoire de C.A. Debussy
8. Maurice Ravel, Duo pour Violine et Violoncelle (Desiree Ruhstrat, Violin; David Cunliffe, Cello)
9. Manuel de Falla, Homenaja (Timothy Olbrych, Guitar)
10. Erik Satie, Que me font ses vallon (Lisa Coston, Mezzo-Soprano)

Hommage à Gabriel Fauré, Seven Pieces on the Name of Fauré (Berceuse sur le nom de Gabriel Fauré)
1. Maurice Ravel (Pavel Ilyashov, Violin)
2. George Enescu
3. Louis Aubert
4. Florent Schmitt
5. Charles Koechlin
6. Paul Ladmirault
7. Jean Roger-Ducasse

- Ignis Fatuus. Works by Adolphus Hailstork (Invencia Piano Duo):[3][4][5][6][7][8]

1. Two Scherzos
2. Trio Sonata
3. Ignis Fatuus
4. Eight Variations on Shalom Chaverim
5. Piano Sonata No. 2
6. Sonata for Two Pianos

### Naxos Records
- Florent Schmitt: Complete Original Works for Piano Duet and Duo — Vol. 1 (Invencia Piano Duo)[9][10][11][12][13][14][15][16]

1. Trois rapsodies, Op. 53
2. Sept pièces, Op. 15
3. Rhapsodie parisienne

- Florent Schmitt: Complete Original Works for Piano Duet and Duo — Vol. 2 (Invencia Piano Duo)[17][9][18][19][20]

1. Sur cinq notes, Op. 34
2. Reflets d'Allemagne, Op. 28
3. Eight Easy Pieces, Op. 41

- Florent Schmitt: Complete Original Works for Piano Duet and Duo — Vol. 3 (Invencia Piano Duo)[18][21][22][23][24]

1. Marche du 163 R.I., Op. 48, No. 2
2. Feuillets de voyage, Book 1, Op. 26
3. Feuillets de voyage, Book 2, Op. 26
4. Musiques foraines, Op. 22

- Florent Schmitt: Complete Original Works for Piano Duet and Duo — Vol. 4 (Invencia Piano Duo)[25][26][27][28][29]

1. Humoresques, Op. 43
2. Lied et scherzo, Op. 54 (for piano four hands)
3. Trois pièces récréatives, Op. 37
4. Une semaine du petit elfe Ferme-l'oeil, Op. 58

### Vienna Modern Masters
- Twentieth Century Classics: Music for Piano and Strings, Distinguished Performers Series III (Andrey Kasparov, Toccata for piano)[30]